# Tai-chi style Chen
Le style Chen (chinois simplifié : 陈氏, chinois traditionnel : 陳氏) est le plus ancien et le parent des cinq styles traditionnels de tai-chi-chuan. Il est le troisième style en termes de popularité mondiale. Le style de la famille Chen se caractérise par son alternance de mouvements lents et rapides, ses postures basses, ses « enroulements de soie » (chan si jin) et ses éclats explosifs (fajing).

## Origines
Les réponses apportées à la question des origines du Taiji quan varient selon les experts et donnent lieu à des batailles d'écoles et de styles.
Toutefois, l'historiographie officielle attribue sa fondation à Chen Wangting (1600 - 1680), appartenant à la neuvième génération de la famille issue de Chen Bu,. Cette thèse fut notamment défendue par l'historien Tang Hao (1897 - 1959) sur la base de manuels de boxe trouvés dans le village de Chenjiagou et d'annales du district de Wenxian (province du Henan en Chine). L'existence de sources historiques mit à mal l'origine mythique attribuant la fondation de cette boxe à un ermite taoïste du nom de Zhang Sanfeng.
La tradition martiale du village des Chen fut par la suite attestée par plusieurs évènements consignés dans des documents officiels. Ainsi, lors de la Révolte des Taiping en 1853, le seul village du district à résister aux envahisseurs fut Chenjiagou. Deux frères du village désarçonnèrent le chef des rebelles à l'aide de leurs perches puis le décapitèrent. Les maîtres de cette époque étaient par ailleurs des escorteurs et convoyeurs aguerris.
Cette méthode de combat fut longtemps transmise exclusivement au sein du clan Chen. Ce n'est qu'au XIXe siècle que Chen Changxing (1771 - 1853) enseigna son art à Yang Luchan (1799 - 1872). Bénéficiant de l'appui de la riche famille des Wu, ce dernier diffusa ensuite cette méthode à Pékin. C'est vraisemblablement après sa mort que le terme de taiji quan fut adopté par ses élèves. D'autres mutations se produisirent pendant la période républicaine, conduisant notamment au tai-chi style Yang fondé par son petit-fils, Yang Chengfu.
Selon les historiens chinois, à la fois des techniques de kungfu de plusieurs écoles de l'époque (le monastère Shaolin se trouve à moins de 80 km de Chenjiagou) et des techniques de santé (tuna, travail respiratoire, et Daoyin, art de longue vie, dont les origines historiques sont quant à elles attestées dès le Ve siècle av. J.-C.), auraient été réunies lors de la création du taiji quan.
Les fondements théoriques du style Chen résultent des recherches de Chen Xin, auteur du célèbre Livre Illustré du Taijiquan style Chen. C'est probablement le premier ouvrage à reprendre le terme de taijiquan, popularisé par les styles Yang et Wu.

## Pratique

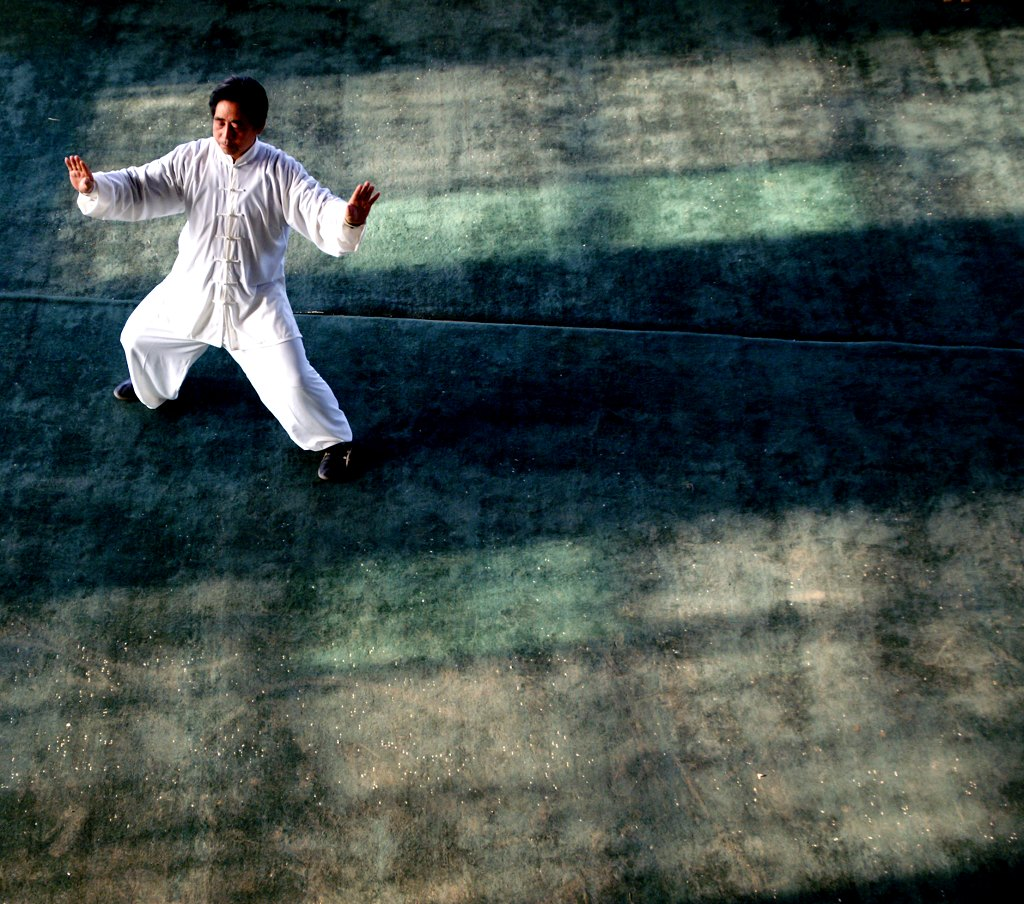
Posture de xinjia yilu (Chen Xiaoxing)

La pratique du style Chen est basée principalement sur le travail de deux enchaînements, taolu, à mains nues :
- di yi lu ou 1er enchaînement (en 74 mouvements) ;
- er lu ou 2e enchaînement (ou pao chui, c'est-à-dire poings canons).

Au sein de la grande forme (dajia), on distingue deux versions de chaque enchaînement :
- lao jia (ancienne forme), transmise au sein du village des Chen, notamment par Chen Zhaopi ;
- xin jia (nouvelle forme), diffusée par Chen Fake et son fils Chen Zhaokui.

Les deux versions se composent quasiment des mêmes mouvements, et la gestuelle est voisine bien que plus spiralée et plus explosive dans sa version xin jia, mais l'utilisation (c-à-d les applications martiales) des mouvements est souvent très différente.
Il existe également de nombreuses « formes synthétiques » généralement conçues pour la compétition ou comme élément pédagogique, créés par certains maîtres contemporains comme Wang Xi'an, Chen Zheng Lei ou Chen Xiao Wang. Néanmoins, l'étude des quinze premiers mouvements du di yi lu constitue la base du travail. On retrouve dans ces seuls quinze premiers mouvements tous les principes et changements (directions) qui se déclinent dans la suite de la forme. On dit aussi que le premier mouvement — le gardien céleste pile le mortier — constitue la base de la base, et qu'il est impératif pour une bonne progression de l'exécuter correctement avant de poursuivre.
Traditionnellement, ce n'est qu'après avoir bien maîtrisé di yi lu que l'on peut commencer l'apprentissage du tuishou, des armes (épée, sabre, grande lance, bâton, hallebarde, …), et du er lu pao chui. Ce deuxième enchaînement est caractéristique du style Chen ; il n'a pas d'équivalent dans les autres styles. Il s'agit d'un travail explosif qui manifeste clairement l'origine et le travail martial.
La différence entre les deux enchaînements à mains nues peut se résumer ainsi :
- dans le di yi lu, « le corps emmène la main » ;
- dans le er lu,« la main emmène le corps ».

Cela signifie que l'étude du premier enchaînement est une écoute (attention) portée vers l'intérieur (travail proprioceptif), tandis que le deuxième enchaînement est fait pour porter l'attention vers l'extérieur (l'application martiale).
On peut aussi qualifier de « troisième taolu » le tuishou, car il peut se pratiquer sous forme d'enchaînements codifiés et peut aussi se travailler seul. Le tuishou est une étape du travail martial qui doit amener à la pratique du sanshou, combat libre.

## Maîtres contemporains

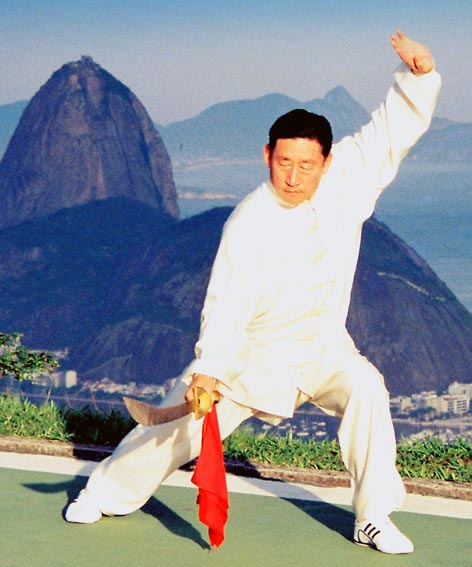
Chen Xiaowang

Si le style Chen fut d'abord confiné au sein du village de Chenjiagou (traditionnellement enseigné uniquement au fils aîné et à la belle fille), il s'est propagé à partir de 1928, année où Chen Fake commença son enseignement à Pékin. Il existe une affiliation officielle, de maître à disciple, qui se compte en nombre de générations. Cette reconnaissance est toujours pratiquée aujourd'hui à Chenjiagou. On compte différemment les membres extérieurs à la famille.
Il existe aujourd'hui plusieurs maîtres officiels, dont voici une liste non exhaustive :
- Wang Xian
- Hong Junsheng
- Men Hui Feng
- Kan Guixiang
- Chen Zhenglei
- Zhu Tian Cai
- Zheng Xu Dong
- Chen Xiaowang
- Chen ZiQiang
- Zhang Dongwu
- Chen Peishan